# Канада на Зимским олимпијским играма 1976.
Канада је учествовала на дванаестим по реду Зимским олимпијским играма одржаним 1976. године у Инзбруку, Аустрија. То су биле дванаесте Зимске олимпијске игре на којима су учествовали канадски спортисти.
На овим играма двадесетпетогодишња немачка скијашица Рози Митермајер је заблистала и после две освојене златне медаље у спусту и слалому, важила је као фаворит у велеслалому. Млада деветнаестогодишња канађанка Кети Крејнер је направила изненађење и освојила златну медаљу испред Рози Митермајер са временском разликом од 12 стотинки у своју корист. четири године раније она је завршила на четрнаестом месту. 
Толер Кранстон, који је био шампион Канаде од 1971. године је освојио бронзану медаљу а Кети Пристнер је у брзом клизању у дисциплини 500m, освојила сребро за Канаду.
Канадски хокејашки тим није био послат на игре због неспоразума и неслагања са МХФ у вези немогућности слања НХЛ хокејаша на олимпијски турнир. У знак протеста су прекинули односе са Међународном хокејашком федерацијом и нису слали своје представнике на олимпијаде одржане 1972. и 1976. године.

### Освојене медаље на ЗОИ
| Освојене медаље канадских спортиста на ЗОИ 1976. |                           |       |        |        |        |
| Спортиста                                        | Спорт                     | Злато | Сребро | Бронза | Укупно |
| Кети Крејнер                                     | Алпско скијање — жене     | 1     | 0      | 0      | 1      |
| Кети Пристнер                                    | Брзо клизање — мушки      | 0     | 1      | 0      | 1      |
| Толер Кранстон                                   | Уметничко клизање — мушки | 0     | 0      | 1      | 1      |
| Укупно                                           | 3                         | 1     | 1      | 1      | 3      |